# Fayez al-Tarawneh
Fayez al-Tarawneh (arabiska: فايز الطراونة [fāyiz aṭ-tarāwinah] ( lyssna)), född 1 maj 1949 i Amman, död 15 december 2021 i Amman, var en jordansk politiker. Han var Jordaniens premiärminister mellan 2 maj och 11 oktober 2012 och dessförinnan hade han samma post från 1998 till 1999. Senare var han chef för det kungliga hovet.
Al-Tarawneh utsågs till premiärminister för en andra gång den 26 april 2012 efter den plötsliga avgången av Awn Al-Khasawneh. Han tillträdde i maj 2012.